# African Continental Free Trade Agreement
Das African Continental Free Trade Agreement (AfCFTA), frz. Zone de libre-échange continentale africaine (ZLECA), ist ein afrikanisches Freihandelsabkommen zwischen 54 Mitgliedsstaaten der Afrikanischen Union (AU).

Karte des African Continental Free Trade Agreement
Abkommen ratifiziert
Abkommen unterschrieben im März 2018, nicht ratifiziert
Abkommen unterschrieben im Juli 2018 oder später, nicht ratifiziert (Stand 7. Juli 2019)

Es regelt die Errichtung der Afrikanischen Freihandelszone (AfCFTA). Auf Grundlage der Freihandelszone soll ein Binnenmarkt entstehen. Das Abkommen trat am 30. Mai 2019 vertragsgemäß in Kraft, nachdem 22 afrikanische Staaten die Ratifikation im April 2019 vorgenommen hatten. Bislang hat das Abkommen den Charakter einer Absichtserklärung, auf deren Basis zu einem späteren Zeitpunkt eine Zoll- und Währungsunion, ein gemeinsamer Markt und eventuell eine Afrikanische Wirtschaftsgemeinschaft aufgebaut werden sollen. Eritrea hat bisher als einziger Mitgliedsstaat der AU seine Teilnahme an der Freihandelszone verweigert.
Dem Abkommen, das als Rahmenvertrag zur Aufstellung der Freihandelszone fungiert, sind Anhänge und Protokolle hinzugefügt, in denen Marktregulierungen zum Handel mit Gütern und Dienstleistungen, Wettbewerb, Investitionen, intellektuelle Eigentumsrechte zum Schutz geistigen Eigentums sowie Streitschlichtungsmechanismen vereinbart wurden.
Zum 1. Januar 2021 wurde die Freihandelszone auf 54 Staaten erweitert.

## Geschichte
Das AfCFTA ist das Ergebnis jahrelanger Bemühungen, um die bestehenden regionalen Handelsblöcke in Afrika zusammenzuführen und afrikanischen Unternehmern Außenhandel zu erleichtern. Auf dem AU-Gipfel im Jahr 2012 hatten sich die afrikanischen Regierungen für das Abkommen eine Frist bis Ende 2017 gesetzt. Ein entscheidender Schritt war im Jahr 2014 die Vereinbarung zum Wegfall der Handelsbarrieren zwischen der Ostafrikanischen Gemeinschaft (EAC), der Entwicklungsgemeinschaft des südlichen Afrika (SADC) und des Gemeinsamen Markts des Östlichen und Südlichen Afrika (Comesa).